# Zaleilah
《Zaleilah》是罗马尼亚拉美音乐组合曼丁嘎的一首歌曲。这首歌于2011年11月初首次亮相，并作为其当时即将推出的第5张录音室专辑《曼丁嘎俱乐部》(Club de Mandinga)的主打歌。乐队在11月16日的2011年MTV罗马尼亚音乐颁奖大会上，首次现场表演了这首歌。这首歌作为庆祝跨年夜的节目在罗马尼亚展览中心表演，次日又在《罗马尼亚版X因素》决赛现场表演。
2012年初，乐队为这首歌曲在阿联酋的迪拜拍摄了MV。MV在4月份首次亮相。同月，受到粉丝们的鼓动，乐队提交这首歌曲，以角逐欧洲歌唱大赛国家歌曲。他们一路杀入国家总决赛，并最终获得当年的罗马尼亚国家冠军。于是，这首歌便成为了他们代表罗马尼亚参加2012年欧洲歌唱大赛的歌曲。歌曲在欧视大赛(举办地点是阿塞拜疆的巴库)第1场半决赛(5月22日)的前半场以及决赛(5月26日)中向世界呈现。

## 现场演出

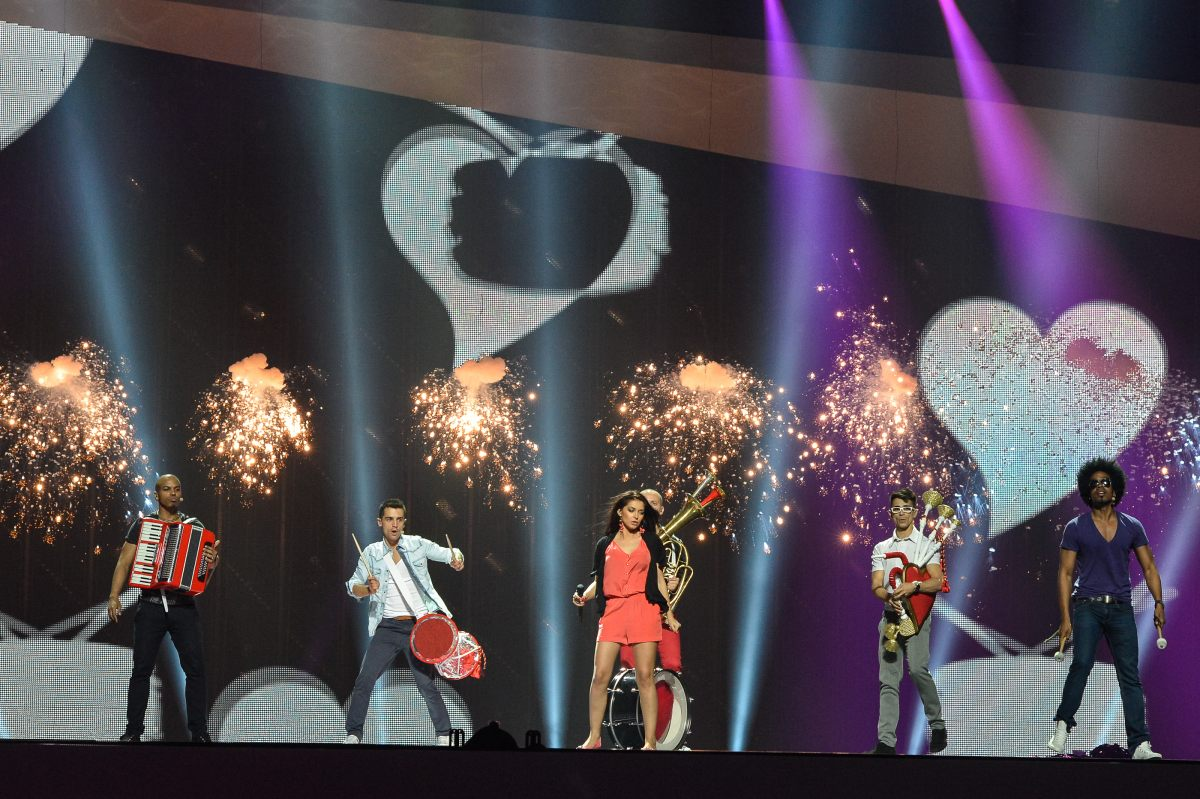
曼丁嘎在2012年欧视大赛的第一次预演中表演"Zaleilah"。